# Глізе 229
Глізе 229 (Gliese 229, також Gl 229 або GJ 229) — червоний карлик, розташований на відстані близько 19 світлових років від Сонця у сузір'ї Зайця. Його маса становить 58 % маси Сонця, 69 % радіуса Сонця, і дуже малу проєкцію швидкості обертання — 1 км/с на екваторі зорі.
Компоненти космічної швидкості цієї зорі: U = +12, V = −11 і W = −12 км/с. Орбіта зорі в Чумацькому Шляху має ексцентриситет 0,07 і орбітальний нахил 0,005.

## Субзоряні супутники
Субзоряний супутник було виявлено 1994 року й підтверджено 1995 року як Глізе 229B. Це один із перших двох прикладів доведеного існування коричневих карликів (разом із Тейде 1). Його маса становить від 21 до 52,4 маси Юпітера (0,02—0,05 M☉). Вона надто мала, щоб розпочалося ядерне горіння Гідрогену, як у зорях головної послідовності, однак температура в його ядрі достатня, щоб ініціювати реакцію злиття дейтронів із протонами з утворенням ядра гелію-3. Утім, вважається, що він давно витратив усе своє дейтерієве паливо. Тепер цей об'єкт має температуру поверхні 950 К.
У березні 2014 року кандидат на планету масового супернептуна був зафіксований набагато ближче до орбіти GJ 229. Враховуючи близькість до Сонця, орбіта GJ 229b може бути повністю охарактеризована місією космічної астрометрії Gaia або через пряме зображення.
| Планета (по порядку віддалення від зорі) | Маса         | Радіус   | Велика піввісь (а.о.) | Орбітальний період (день) | Нахил орбіти (°) | Ексцентриситет орбіти | Кіл-ть супутників |
| ---------------------------------------- | ------------ | -------- | --------------------- | ------------------------- | ---------------- | --------------------- | ----------------- |
| GJ 229 Ab                                | > 32 M⊕      | ?        | ?                     | 471                       | ?                | < 0,32                | ?                 |
| GJ 229B                                  | < 21—52,4 MJ | 0,468 RJ | ?                     | >10000                    | ?                | ?                     | ?                 |